# 前1220年代
| 千纪： | 前2千纪 |
| 世纪： | 前14世纪 \| 前13世纪 \| 前12世纪                                                                                     |
| 年代： | 前1250年代 \| 前1240年代 \| 前1230年代 \| 前1220年代 \| 前1210年代 \| 前1200年代 \| 前1190年代                       |
| 年份： | 前1229年 \| 前1228年 \| 前1227年 \| 前1226年 \| 前1225年 \| 前1224年 \| 前1223年 \| 前1222年 \| 前1221年 \| 前1220年 |

## 重要事件及趋势
- 前1225年，斯巴达国王廷达瑞俄斯和他的妻子勒达的女儿海伦出生。
- 前1221年，利比亚的入侵，麦伦普塔失败。
- 根据夏商周断代工程，大约武丁时代

## 重要人物
- 拉美西斯二世，古埃及第十九王朝法老
- 图特哈里四世，赫梯国王
- 图库尔蒂-尼努尔塔一世，亚述国王
- 卡什提里亚什四世、恩利尔·那丁·舒米、卡达什曼·哈尔帕二世、阿达德-舒马-伊丁那，巴比伦第三王朝国王
- 忒修斯，雅典国王
- 武丁，商朝国王